# Vorrstjärnen (Sävars socken, Västerbotten)
Vorrstjärnen är en sjö i Umeå kommun i Västerbotten och ingår i Sävaråns huvudavrinningsområde.